# 中區 (臺中市)
中區位於臺灣臺中市中心，係由於其在1946年2月臺中市劃分區域時被東、西、南、北四區環繞而得名:299，並與東區、南區、西區、北區、北屯區、西屯區、南屯區屬於臺中市都心區域。面積0.8803平方公里，是臺中市面積最小的行政區，也是全臺灣面積最小且唯一未滿1平方公里的三級行政區。
中區為臺中市進入現代化城市的主要市區區域（市中心），因台中車站設於此，且曾屬臺中市的中心商業區，全區除公共設施用地外，其餘皆為商業用地，然而1980年代後隨著台灣的公路興起（中山高速公路通車），臺中市的交通重心開始西移，並且市府開始於北屯區、西屯區及南屯區進行市地重劃，使工商業重心也逐漸西移，再加上中區內道路窄小、停車場地缺乏等因素，導致舊市區市況嚴重衰退，中心商業區亦移轉至臺中西部的七期重劃區。直至2010年代後，在民間企業與文化復興組織一連串的努力下，使人潮逐漸回流，市況亦開始慢慢復興。雖然目前市況已落後，但是中區為臺中市及中部地區主要道路的起點，以及鐵路和客運的轉運第一大站，在交通上仍居首要地位。

## 歷史
中區位於今日的柳川與綠川之間，早期尚未開發時，此地區到處都是沼澤地，其中有一座小丘陵地，小丘陵地上高凸處叫做「墩」，清朝時在高凸處設置煙墩，於是就把小丘陵地稱為「大墩」（今臺中公園砲臺山），鄰近的市街因此稱為「大墩街」，為臺中市區的起源。但實際上中區的大墩是指「東大墩」，因為在西屯另有相對於本地的「西大墩」
日治時期1895年，台灣民政支部長兒玉利國建議將當時臺中市規劃為「圓形放射狀」都市，但未被臺灣總督府採納。隔年，總督府在準備實施的市區改正計畫中，民政長官後藤新平採用了巴爾頓（W.K Barton）與濱野彌四郎的「臺中市街區劃設計報告書」，將臺中市規劃為「棋盤狀」都市。1900年正式公告「臺中市區改正」，為配合整體都市發展也設置了公園預定地，但此地後來被鐵路車站用地取代，也就是臺中車站現址，而公園預定地為臺中公園現址。因而整治綠、柳川與開闢棋盤狀道路、興建臺中驛（今臺中車站），將臺中興建成為臺灣新興的現代化都市。
第二次世界大戰後，中華民國接收日本臺灣總督府所轄之區域，將原臺中州下臺中市的橘町、綠川町、榮町、大正町、寶町、錦町、新富町、柳町、初音町、若松町，合併成立「中區」。

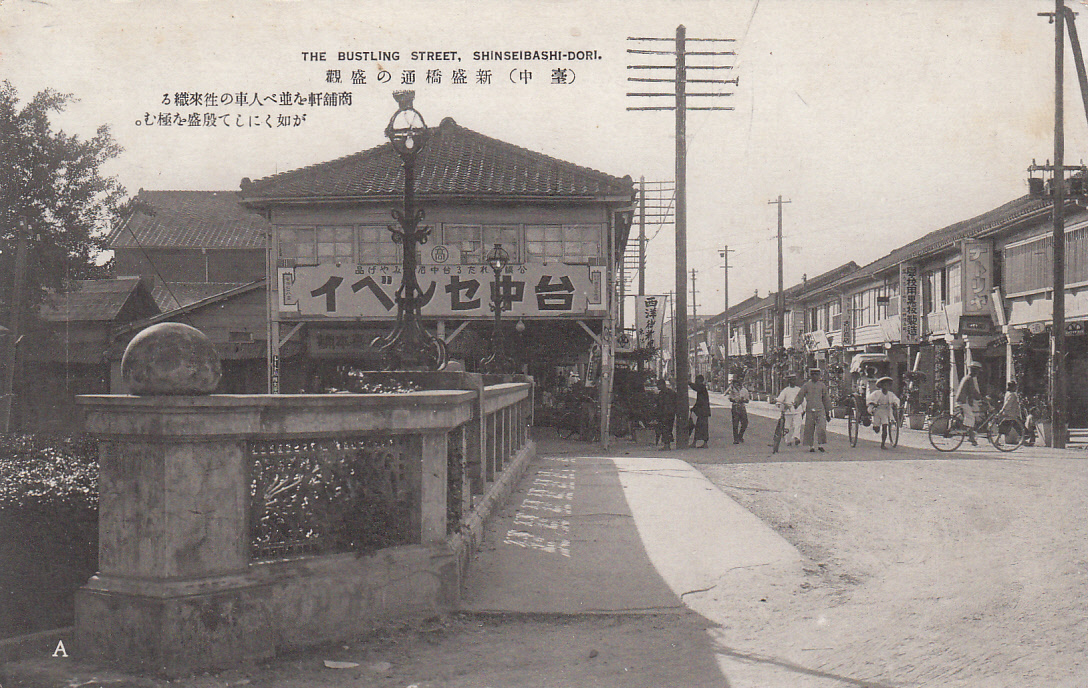
臺中新盛橋通，今臺中市中山路橫跨綠川的中山綠橋
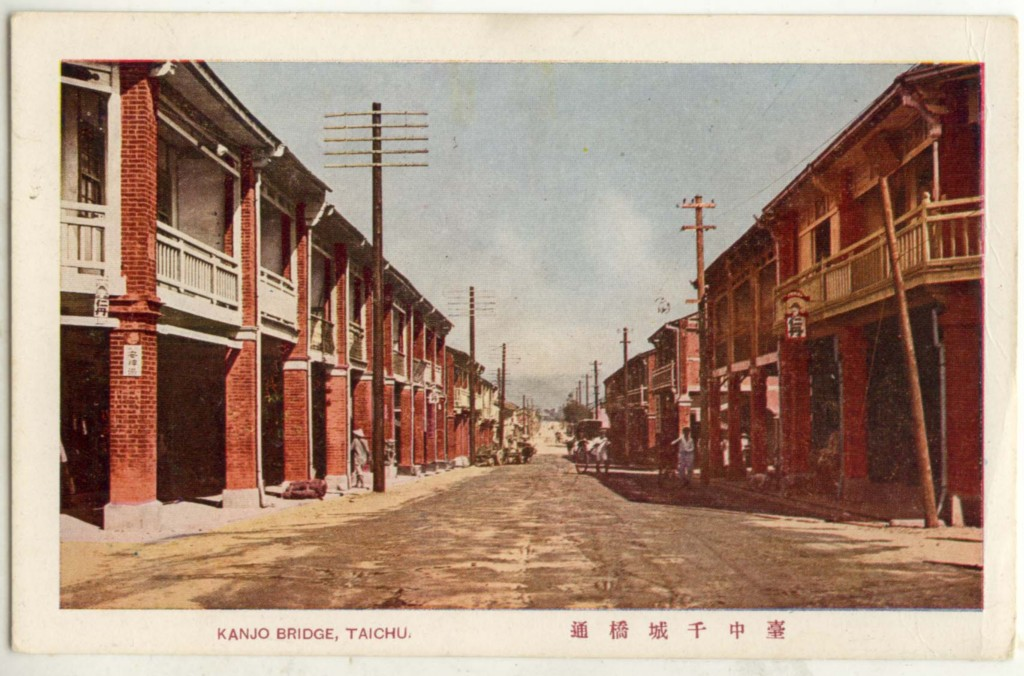
臺中干城橋通，今成功路
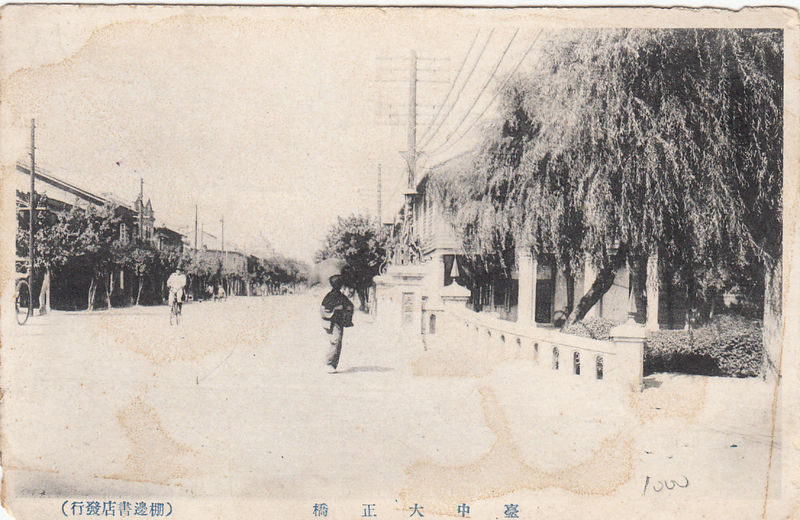
臺中大正橋，今臺中市民權路

### 舊地名
- 馬寮－這是臺中建府初期出現的地名，還稱為「馬寮」的時候，一分地賣不到一塊大洋，而現在一坪地大約要值兩三百萬元。它就在中正路與繼光街口，該地曾有一家吉本洋品店，是臺中市第一家最具規模的百貨公司。

- 鳥竹圍－現在中華路一段一帶，這個地方以前有很多大樹，成千的白鷺鷥經常在這裡聚集，家家戶戶的屋簷下，也有大量的燕子築巢棲息，因此而得名。由於第八市場是用竹子搭建而成，所以大家都叫它為「竹廣（管）市仔」，而「鳥竹圍」的舊名便漸漸被人遺忘。

### 市區沒落
中區曾是臺中的中心商業區，但因台中市公園路、光復路、 中正路皆為日治時期所規劃，路面狹窄，且隨著七期發展與百貨公司林立，以及一中街、逢甲商圈的興起，商機趨於沒落。
自從中山高速公路通車後，近十年台中市發展就一直往西走，而西南屯有高速公路、快速道路及新市政特區，因此取代中區成為台中的中心商業區。

### 活化再興
2010年代，隨著宮原眼科及原第四信用作社建物經台中在地餐飲集團活化經營，開始帶動人潮回流；其後，亦有其它業者跟進接手翻新周邊建物作旅館或其他用途。臺中市政府及民間團體亦積極推動中區周圍之再興計畫。

## 人口
根據臺中市政府民政局統計，2024年底中區戶數約8.5千戶，人口約1.8萬人，人口密度每平方公里約2萬人。區內人口最多與最少的里分別是大誠里與繼光里，人口密度最高與最低的里則分別是光復里與公園里。
中區的人口年齡構成特色有5至14歲的幼年人口與40至44歲的女性人口佔比偏高，主要因素是遷移戶口以利越區就讀升學率較高的學校。但同時隨著舊市區人口外流與產業衰退，青壯年人口外移，人口不斷老化。中區的65歲以上人口比例已在2021年7月突破20%，進入超高齡社會。至2024年底止，中區人口中0至14歲人口佔比約為18.26%，15至64歲人口佔比約為59.14%，65歲以上人口佔比約為22.59%，是臺中市幼年人口比例最高、青壯年比例人口最低的行政區，也是臺灣青壯年人口比例最低的鄉鎮市區。
中區曾是全國人口密度最高的三級行政區，於1986年曾接近每平方公里5萬人，但由於人口持續減少，已於2017年被北區超越，現為臺中市人口密度第二高的行政區。

## 政治

### 歷任首長
| 任次 | 姓名   | 就任日期       | 卸任日期       | 備註 |
| ---- | ------ | -------------- | -------------- | ---- |
| 1    | 何月恩 | 1976年12月28日 | 1993年2月28日  |      |
| 2    | 賴義鐘 | 1993年3月1日   | 1995年10月1日  |      |
| 3    | 陳三郎 | 1997年4月7日   | 2000年1月11日  |      |
| 4    | 陳登志 | 2000年1月12日  | 2000年10月2日  |      |
| 5    | 詹文富 | 2000年10月2日  | 2003年8月14日  |      |
| 6    | 洪耕然 | 2003年8月15日  | 2004年8月31日  |      |
| 7    | 李印欽 | 2004年9月1日   | 2007年4月8日   |      |
| 8    | 林宏儒 | 2007年4月9日   | 2010年10月26日 |      |
| 9    | 林仲敏 | 2010年10月27日 | 2015年1月29日  |      |
| 10   | 黃至民 | 2015年2月9日   | 2019年2月11日  |      |
| 11   | 林忠訓 | 2019年2月12日  |                | 現任 |

資料來源：臺中市中區區公所

### 區政組織

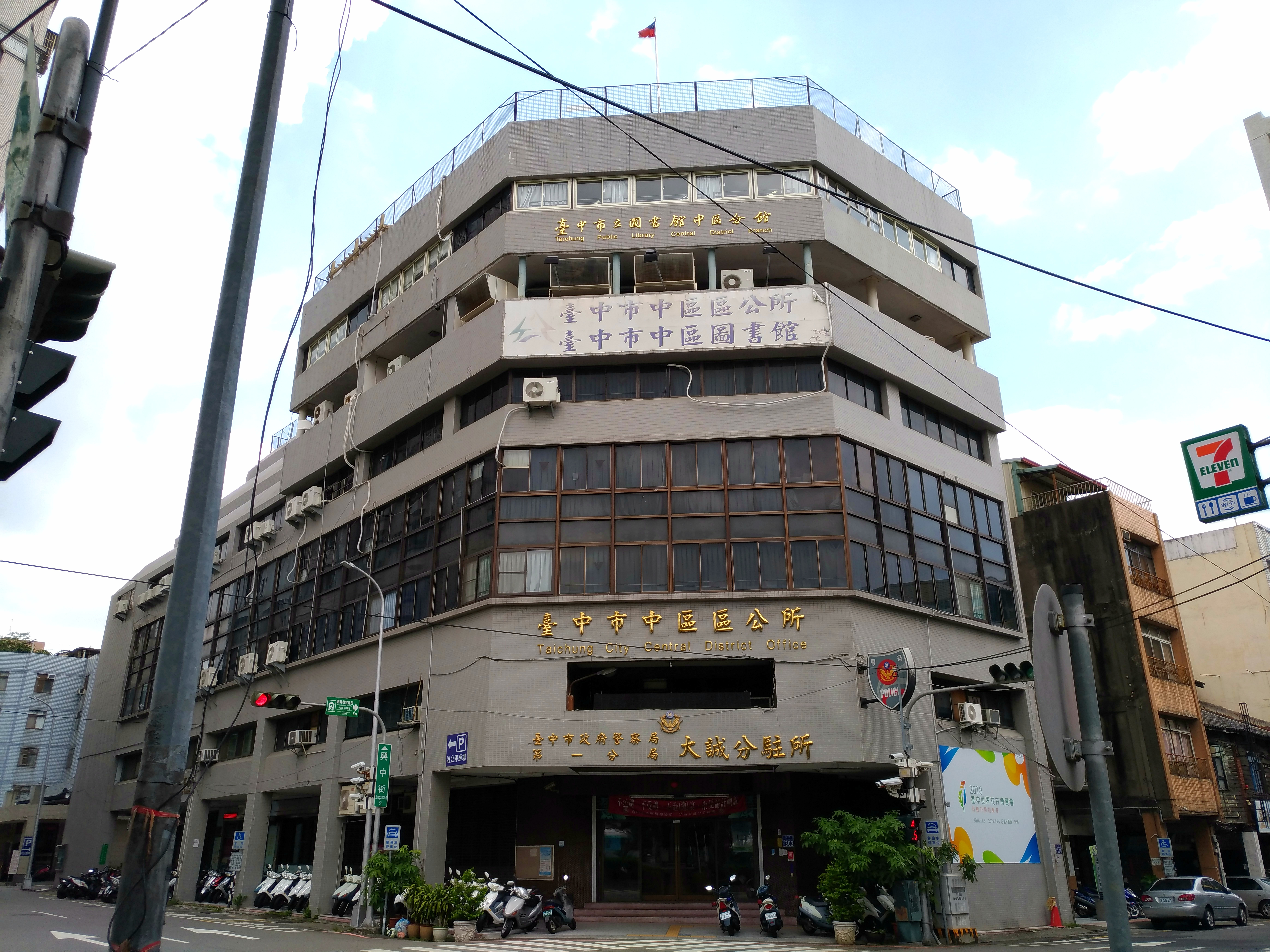
中區區公所合署辦公大樓

中區區公所是臺中市政府在中區的派出機關，在中華民國政府架構中為市政府綜理區政的執行機關，上級業務監督機關為臺中市政府。区长由市長任命，其任期為無任期保障。在區長及主任秘書之下，設有4課4室等8個內部單位。

### 行政區劃
現今中區行政範圍的確立，來自於1946年臺中市調整行政區域時，合併橘町、綠川町、大正町、寶町、錦町、新富町、柳町、初音町、若松町、榮町設立的中區:19。中區的行政區劃轄有大誠里、中華里、光復里、綠川里、大墩里、公園里、柳川里、繼光里等8里，共計195鄰。

## 金融
總行單位
- 彰化銀行營業部
- 三信銀行總行、營業部

分行
- 臺灣銀行健行分行
- 臺灣土地銀行臺中分行
- 合作金庫銀行臺中分行、中興分行
- 第一銀行北臺中分行
- 華南銀行臺中分行
- 兆豐銀行臺中分行
- 臺灣中小企業銀行臺中分行、民權分行
- 全國農業金庫臺中分行
- 三信銀行台中分行
- 台中銀行中正分行
- 中國信託銀行臺中分行
- 上海商業儲蓄銀行臺中分行
- 新光銀行中華分行
- 遠東銀行臺中自由分行
- 元大銀行臺中分行

## 教育

### 國民小學
- 臺中市中區光復國民小學

### 公共圖書館
- 臺中市立圖書館中區分館

## 醫療
醫療機構
- 澄清綜合醫院
- 仁愛綜合醫院臺中院區
- 臺中市衛生局中西區衛生所

## 交通

### 鐵路
中區的鐵路運輸路線主要為臺灣鐵路臺中線，境內設有特等站臺中車站等1座鐵路車站。
臺中車站位於中區臺灣大道，於1905年6月10日啟用，在日治時期同時匯集臺鐵、糖鐵，形成「雙鐵共站」，唯臺灣糖業鐵路中南線的烏溪鐵橋已於1959年八七水災時被沖毀，嗣後中南線停止營運，並於1961年被拆除。

### 公車客運
臺灣大道幹線候車站
- 臺中火車站
- 仁愛醫院站

客運轉運站
- 豐原客運臺中站
- 仁友客運仁友東站
- 東南客運臺中站
- 巨業交通臺中站
- 南投客運臺中站
- 彰化客運臺中站

### 公路
- 臺12線：臺灣大道一段

由東向西排列
- 建國路
- 綠川東街
- 綠川西街
- 繼光街
- 自由路
- 市府路
- 平等街
- 三民路
- 興中街
- 柳川東路
- 柳川西路
- 中華路

由北向南排列
- 公園路
- 光復路
- 成功路
- 中山路
- 民族路
- 民權路

### 公共自行車
臺中市公共自行車租賃系統（iBike）是臺中市政府推動的公共自行車租賃系統，2013年6月開始規劃建置，2014年7月18日開始營運，2017年5月16日使用次數突破一千萬人次，中區已於2015年4月1日正式引進YouBike1.0系統，至2021年1月28日起引進YouBike2.0系統，2023年6月28日全面停止營運YouBike1.0系統，改為僅營運YouBike2.0系統。資料截至2024年12月31日，YouBike2.0已於中區設有6個站點，並可甲地租車、乙地還車，提供民眾租借使用。

### 未來

#### 捷運
臺中捷運
- █藍線（規劃中）[23]

## 觀光旅遊

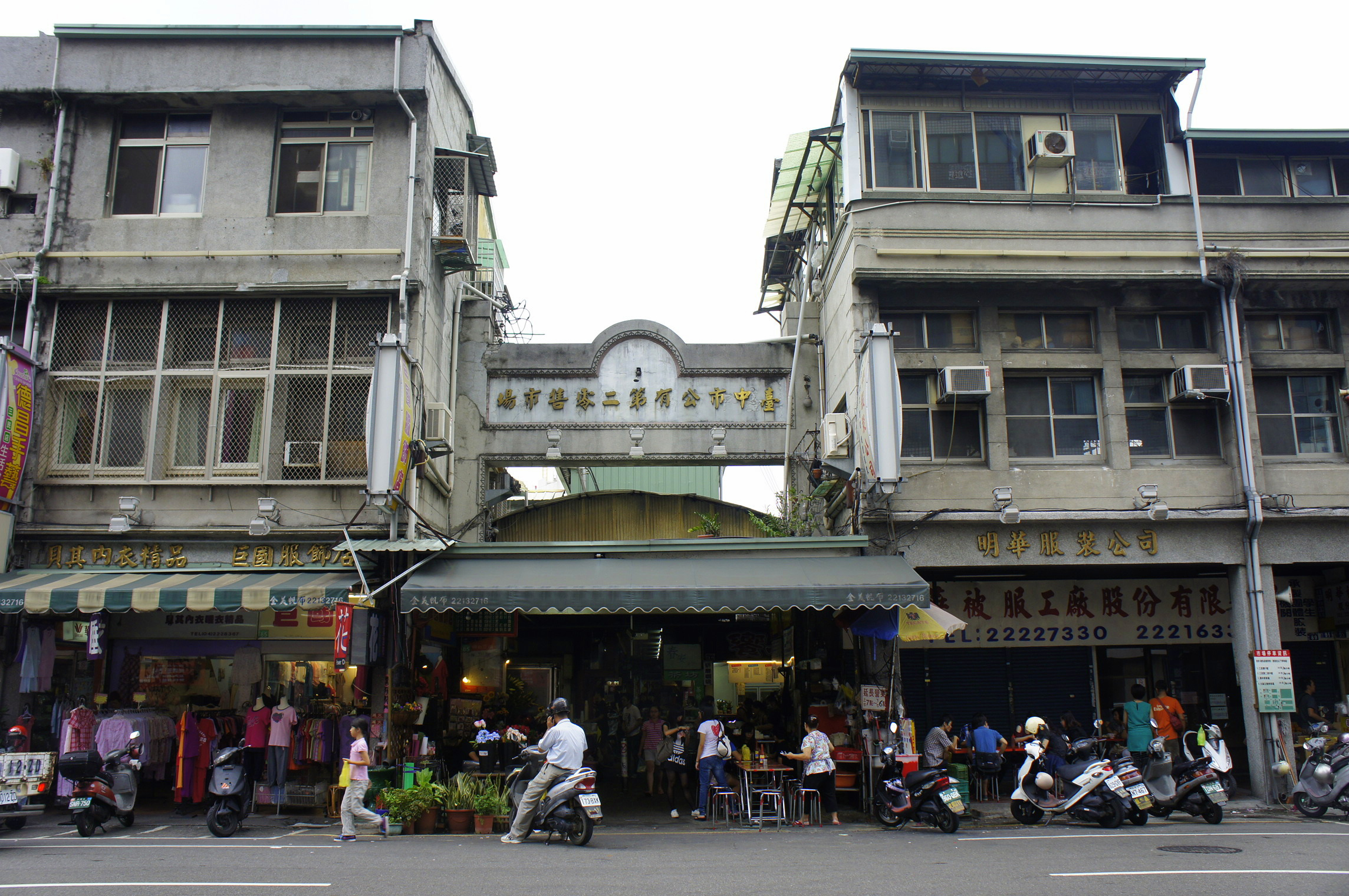
第二市場

中區自日治時期市區改正以後，擁有許多日治時期的建築，1990年代以前亦曾為臺中市的中心商業區。

### 文化資產
此區目前依文資法被登錄的有一個國定古蹟（原臺中車站）、一個直轄市定古蹟（株式會社彰化銀行本店）、三個歷史建築（臺中州立圖書館、柳原教會、新盛橋、中區第一任街長宅第）。

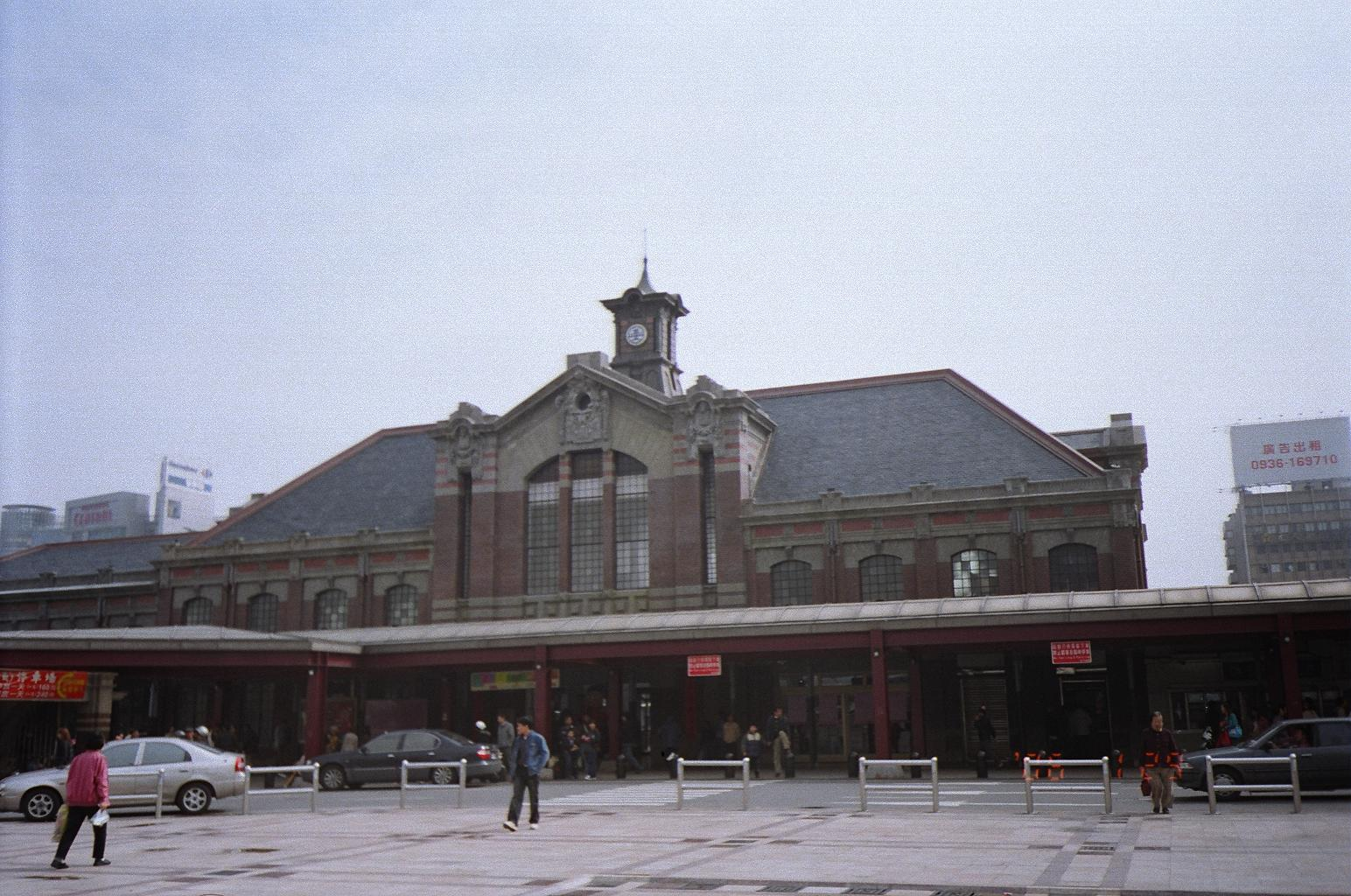
舊臺中車站
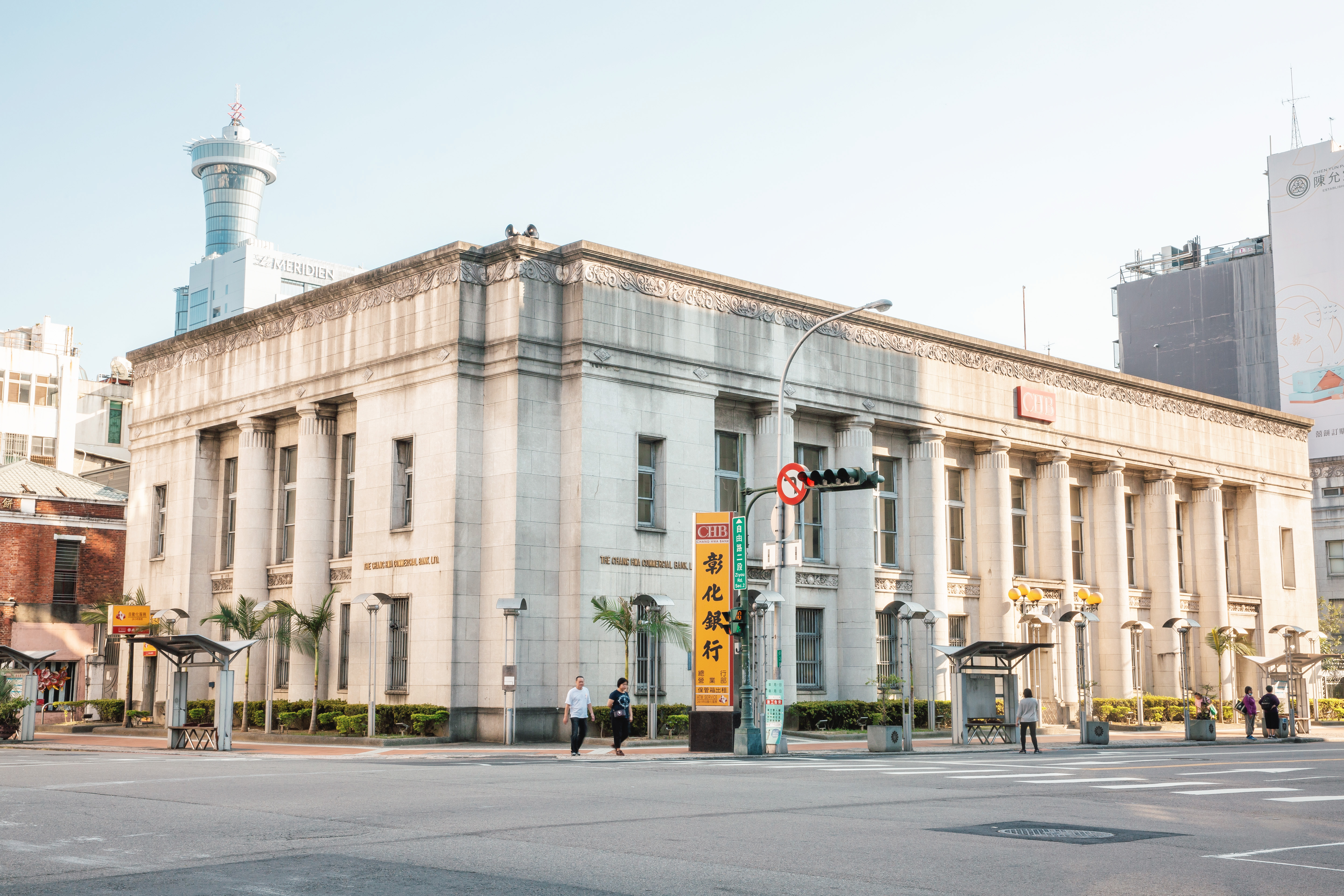
株式會社彰化銀行本店
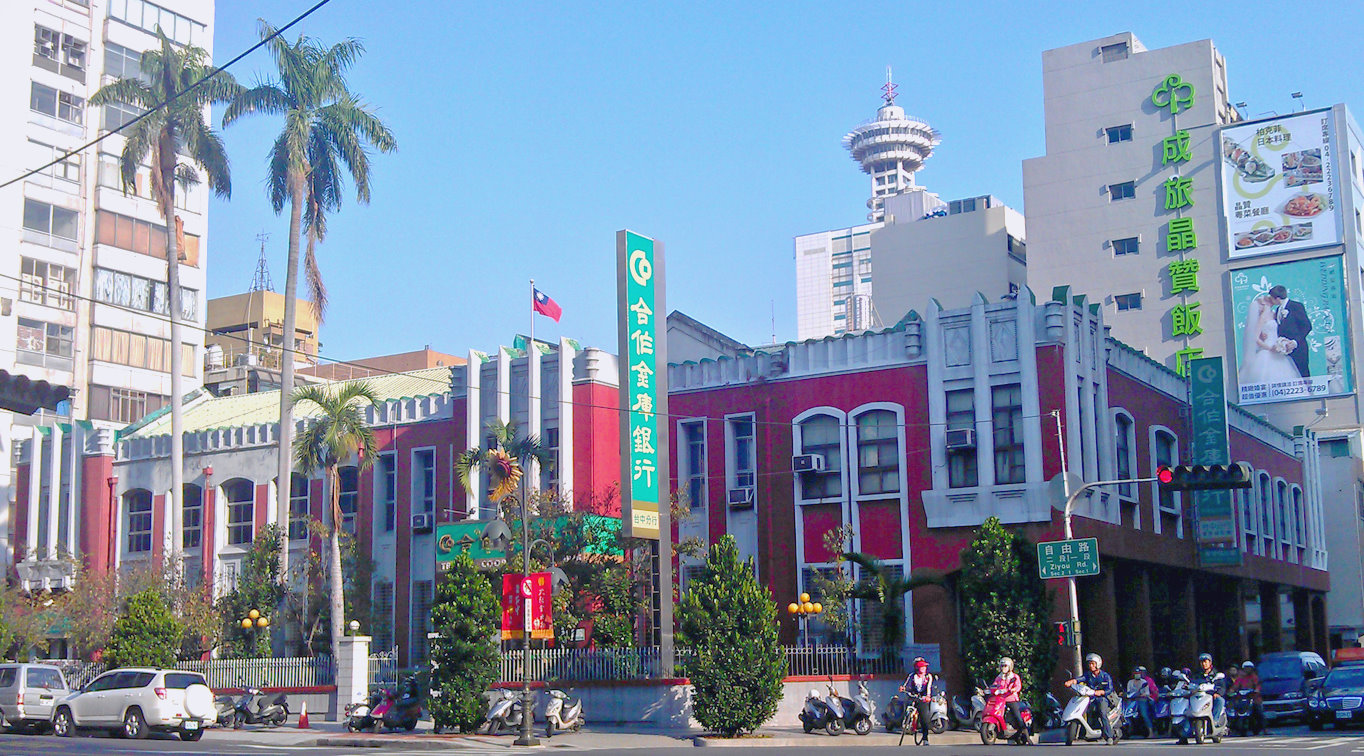
臺中州立圖書館
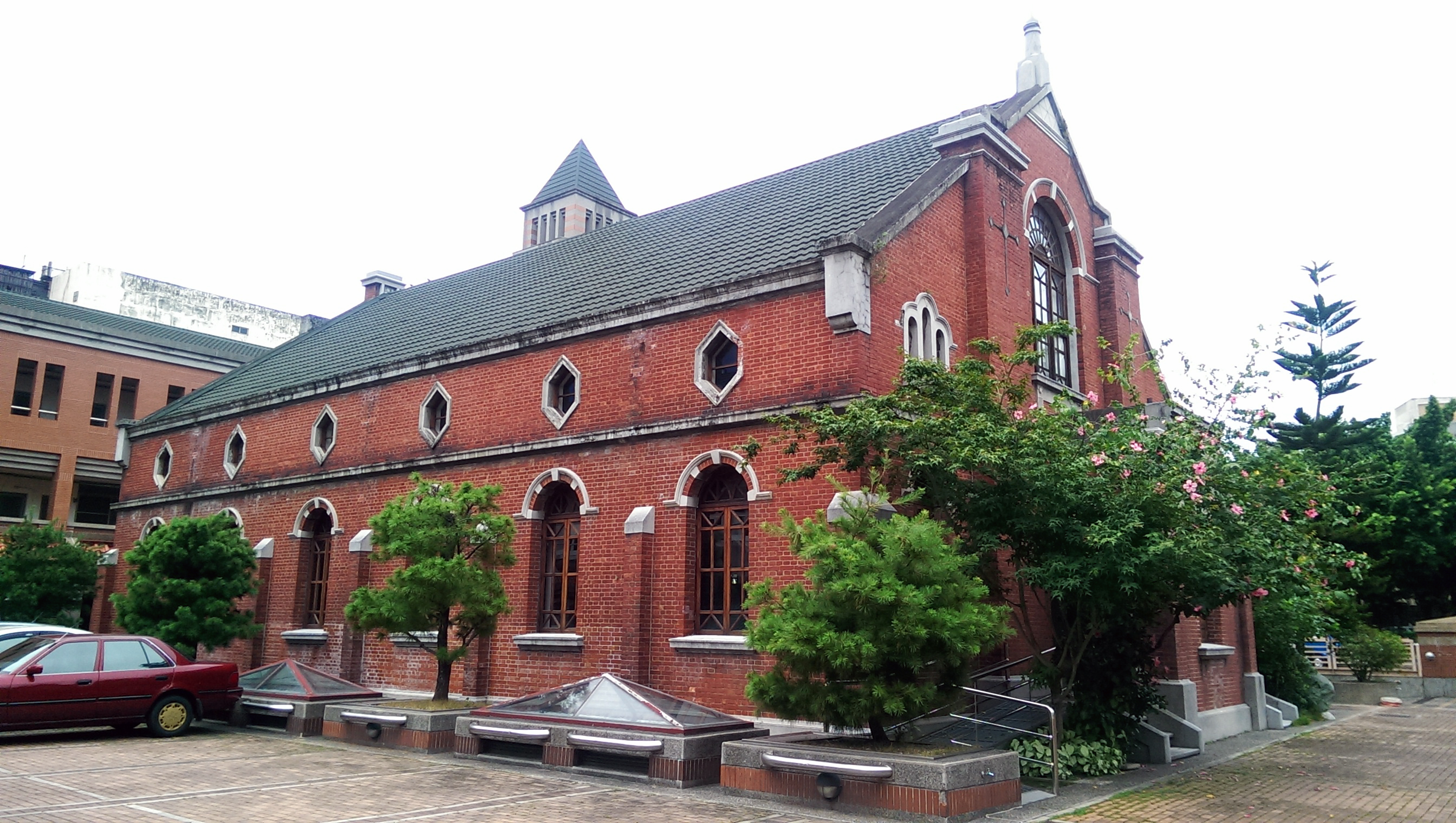
柳原教會
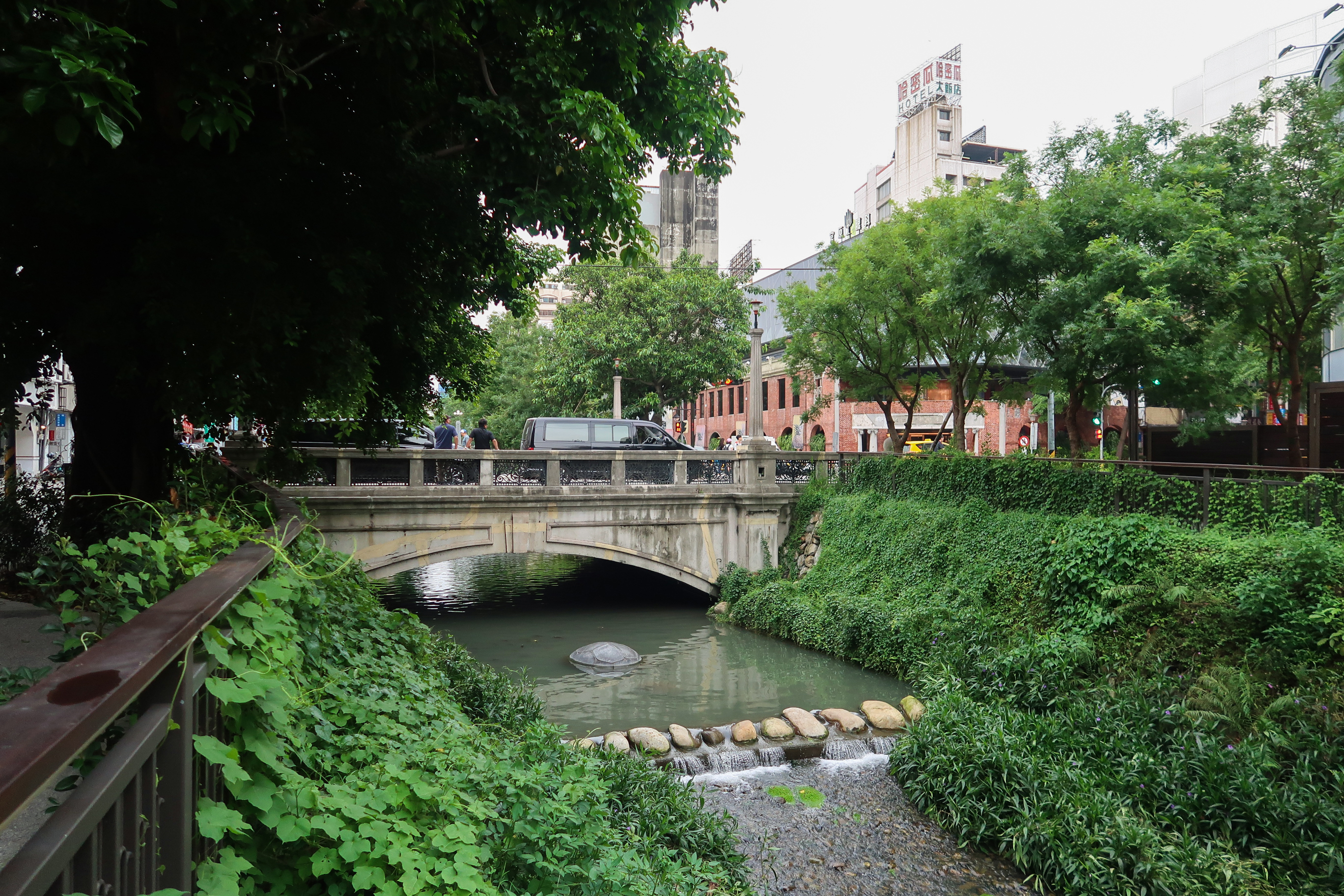
新盛橋
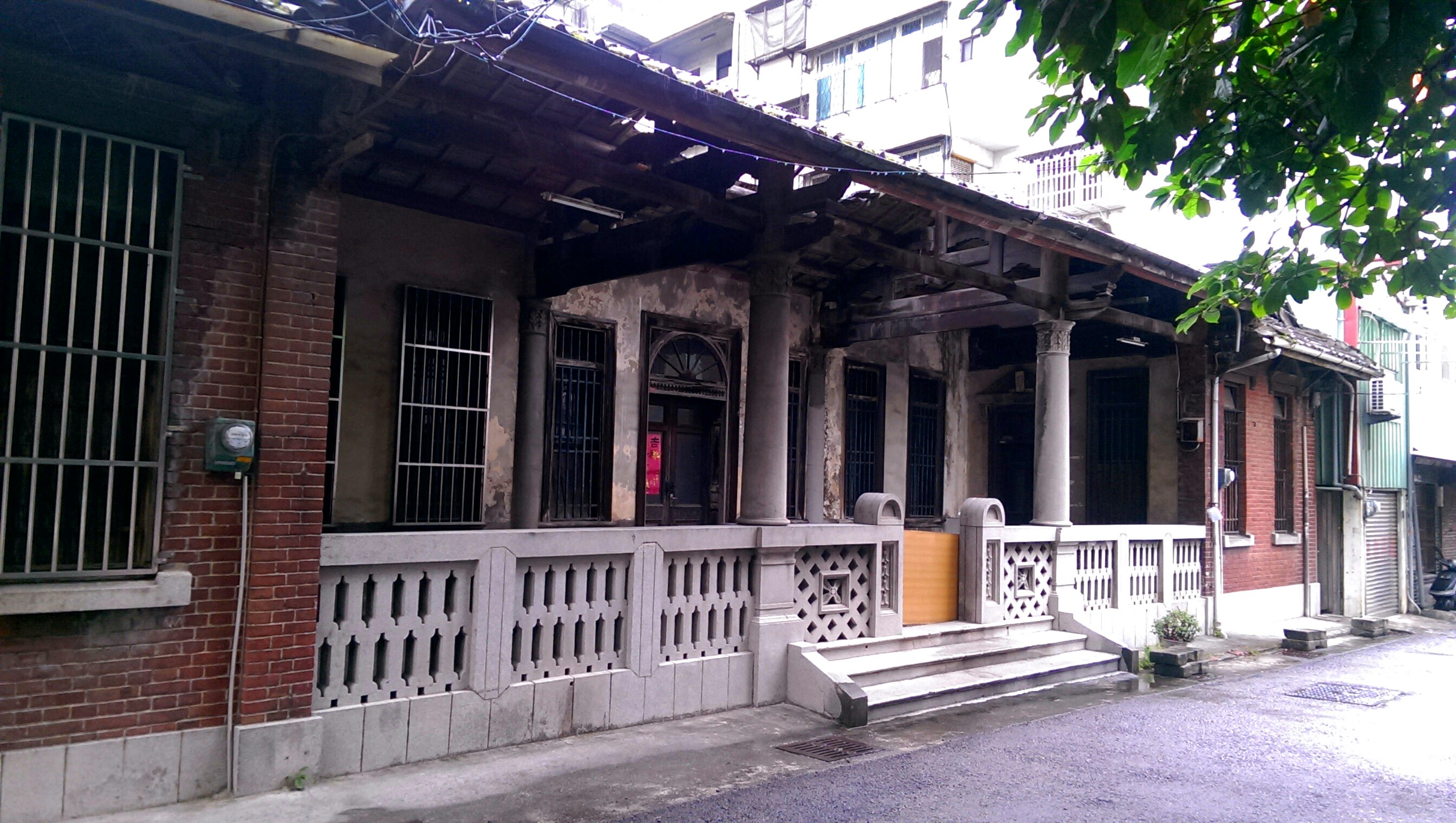
中區第一任街長宅第

### 商圈市集
- 臺中火車站商圈
  - 繼光街徒步區
  - 電子街徒步區
- 中華路夜市
- 自由路糕餅商圈
- 第二市場

### 商場與戲院
中區於全盛期曾為臺灣百貨公司密集度最高之區域，但目前多數已歇業。
營業中
- 東協廣場
- 日曜天地OUTLET
- 龍心商場（原龍心百貨、北屋百貨、誠品龍心商場）
- 日新大戲院[25]
- 台中李方艾美酒店

已歇業
- 舊遠東百貨臺中店（進行都市更新）[26][27]
- 千越百貨（進行都市更新）[6]
- ATT百貨（今錢櫃KTV臺中店）
- 萬代福影城（永久停業）
- 青果合作大樓（原大大百貨、上上百貨、青春帝國百貨，綠川東街）
- 森玉戲院（興民街，已拆除）

### 其它景點
- 日出乳酪-宮原眼科
- 日出乳酪-第四信用合作社
- 柳原教會
- 台中萬春宮，舊名藍興宮
- 輔順將軍廟
- 綠川景觀河岸
- 柳川景觀河岸

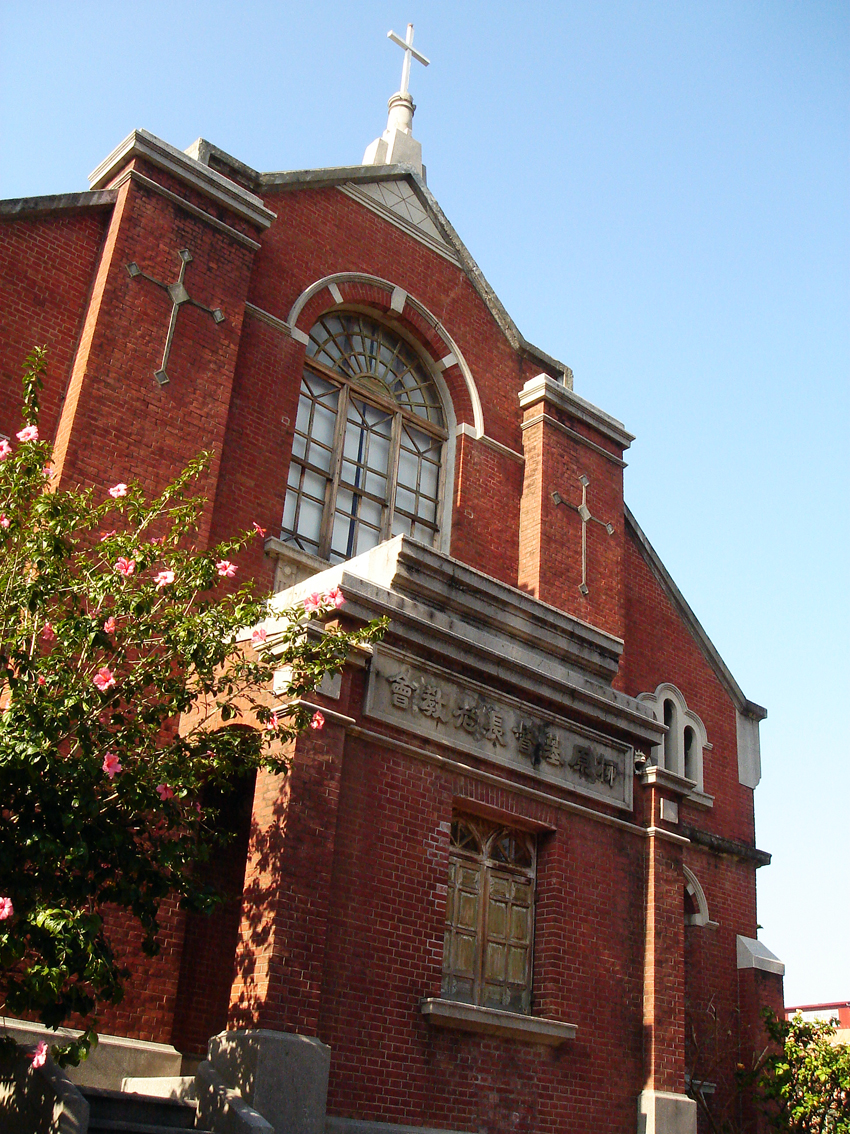
歷史建築 - 柳原教會
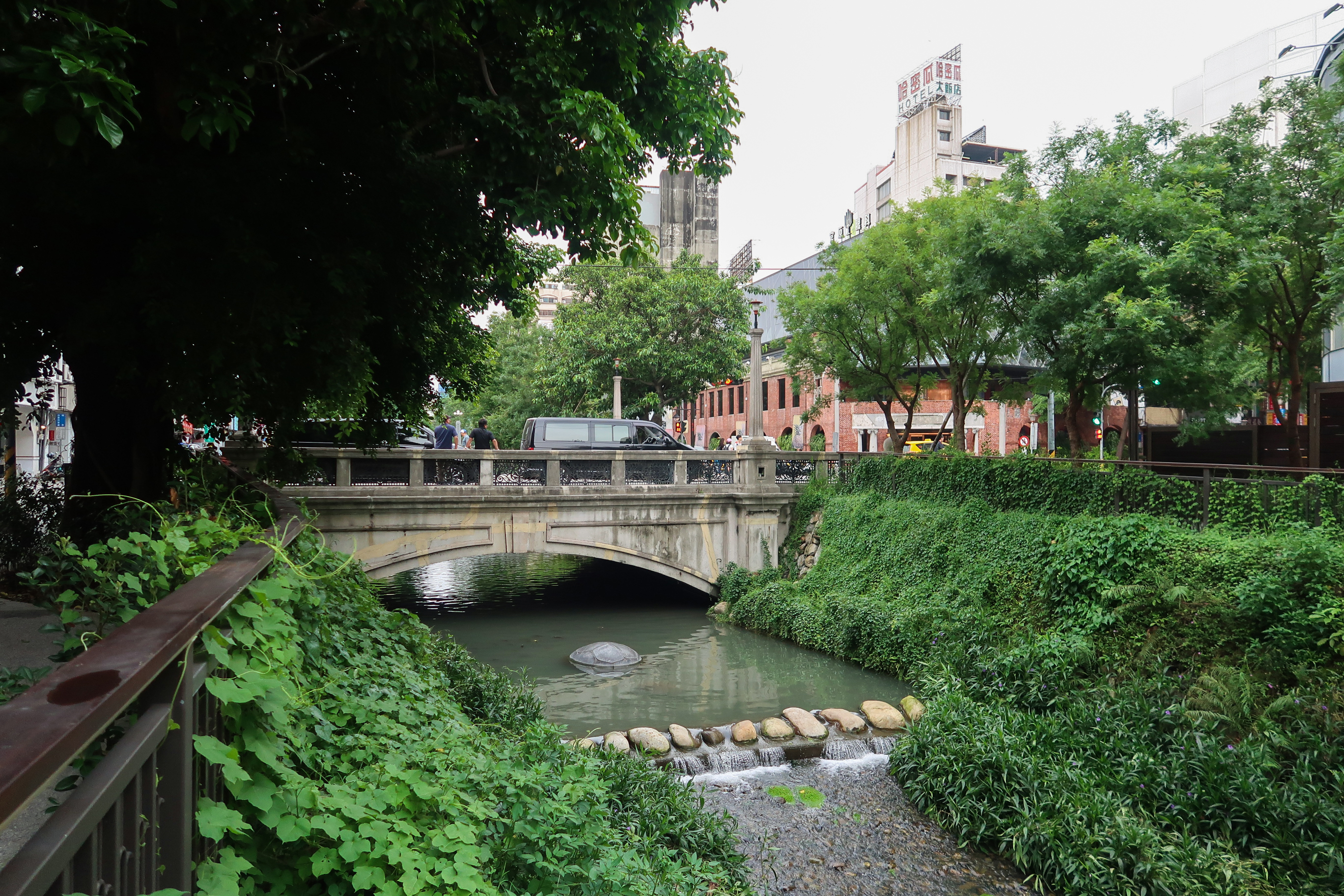
綠川與新盛橋
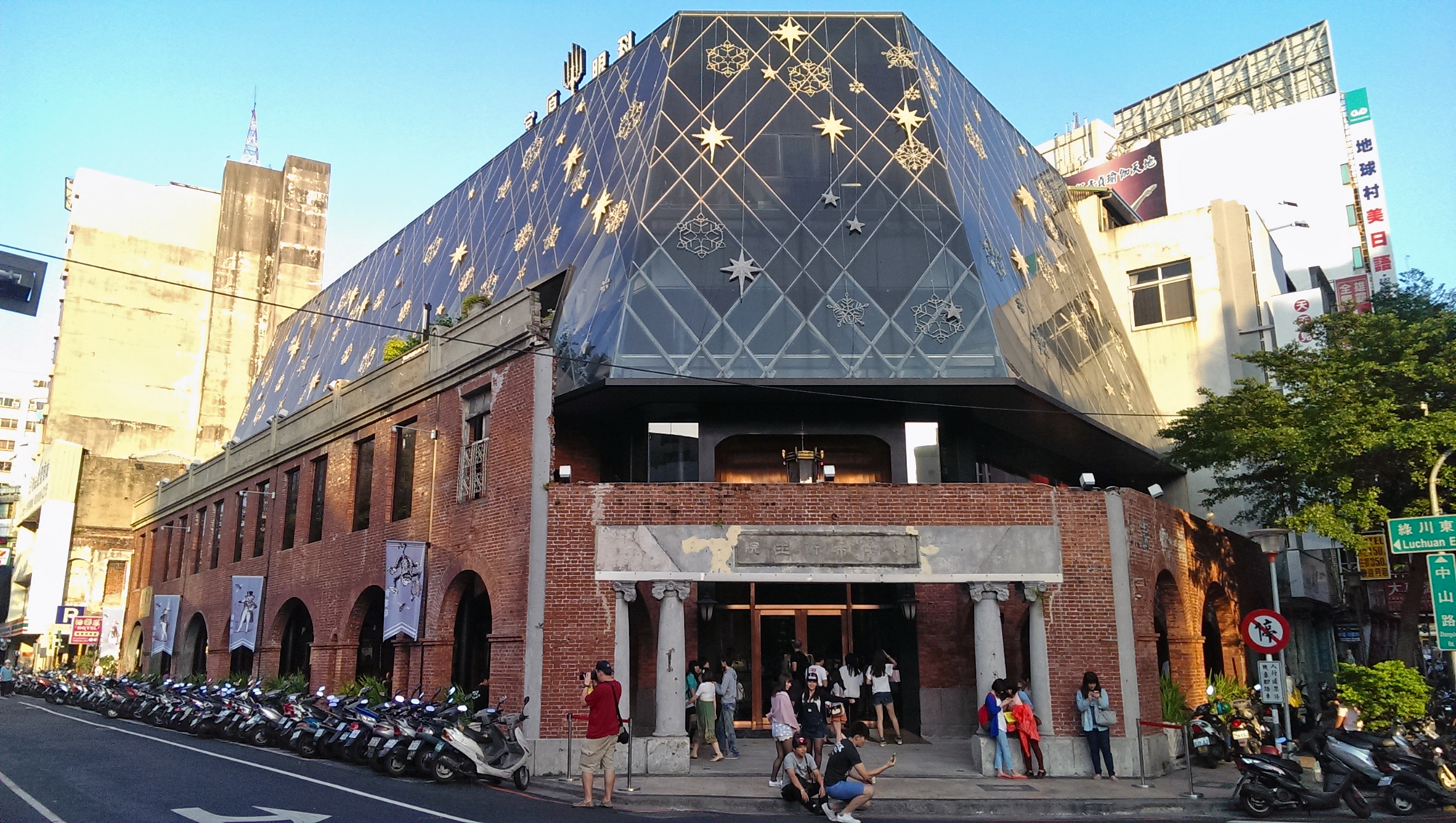
宮原眼科
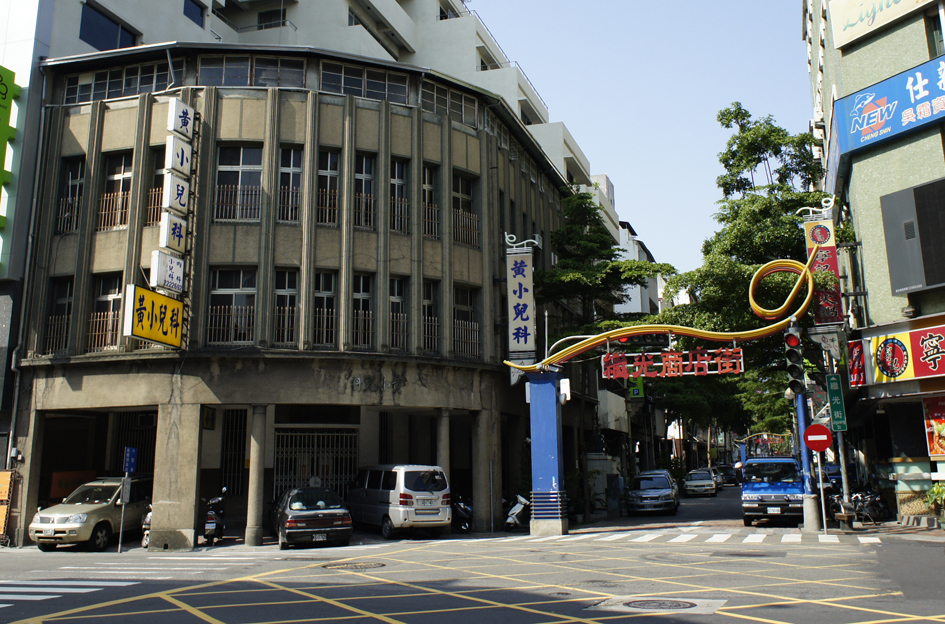
繼光街徒步區

## 重大建設
- 柳川汙染整治及環境改善工程（2014年啟動，2016年完成）
- 新盛綠川水岸廊道計畫（2016年啟動，2018年完成）
- 舊臺中車站鐵道文化園區（綠空鐵道軸線計畫，第一期南段工程於2020年2月完工）
- 臺中車站周邊都市更新計畫（台中大車站計畫）
- 台中李方艾美酒店（原金沙百貨，2015年整建中）
- 千越大樓（原千越百貨，2016年啟動都更）
- 遠東百貨大樓與綜合大樓（原遠東百貨，2017年啟動都更）

## 外部連結
- 臺中市中區區公所 （页面存档备份，存于）
- 中區再生基地 DRF Goodot Village
- 中部共生青年組合（页面存档备份，存于）
- 台中市舊城區一日遊｜景點。美食。住宿 （页面存档备份，存于）